# Deerfield (hrabstwo Waushara)
Deerfield – miasto w Stanach Zjednoczonych, w stanie Wisconsin, w hrabstwie Waushara.